# Упландс-Бру (община)
Община Упландс-Бру (на шведски: Upplands-Bro kommun) е разположена в лен Стокхолм, централна Швеция с обща площ 328 km2 и население 24 703 души (към 31 декември 2013). Административен център на община Упландс-Бру е град Кунгсенген.